# 2019. október 5-i konzisztórium
A 2019. október 5-i konzisztóriumot Ferenc pápa hívta össze szeptember 1-jén. Összesen 13 új bíborost kreált, közülük 10 pápaválasztó (80 év alatti).
| Nº                         | Ország                          | Név                                  | Életkor                | Hivatal                                                                                |
| Pápaválasztó bíborosok     | Pápaválasztó bíborosok          | Pápaválasztó bíborosok               | Pápaválasztó bíborosok | Pápaválasztó bíborosok                                                                 |
| -------------------------- | ------------------------------- | ------------------------------------ | ---------------------- | -------------------------------------------------------------------------------------- |
| 1                          | Spanyolország                   | Miguel Ángel Ayuso Guixot M.C.C.I.   | 67                     | a Vallásközi Párbeszéd Pápai Tanácsa elnöke                                            |
| 2                          | Portugália                      | José Tolentino Calaça de Mendonça    | 53                     | a Vatikáni Titkos Levéltár főlevéltárosa és a Vatikáni Apostoli Könyvtár főkönyvtárosa |
| 3                          | Indonézia                       | Ignatius Suharyo Hardjoatmodjo       | 69                     | Jakarta érseke                                                                         |
| 4                          | Kuba                            | Juan de la Caridad García Rodríguez  | 71                     | San Cristobal de la Habana érseke                                                      |
| 5                          | Kongói Demokratikus Köztársaság | Fridolin Ambongo Besungu O.F.M. Cap. | 59                     | Kinshasa érseke                                                                        |
| 6                          | Luxemburg                       | Jean-Claude Hollerich S.J.           | 61                     | Luxemburg érseke                                                                       |
| 7                          | Guatemala                       | Alvaro Leonel Ramazzini Imeri        | 72                     | Huehuetenamgo püspöke                                                                  |
| 8                          | Olaszország                     | Matteo Maria Zuppi                   | 63                     | Bologna érseke                                                                         |
| 9                          | Marokkó                         | Cristóbal López Romero S.D.B.        | 67                     | Rabat érseke                                                                           |
| 10                         | Kanada                          | Michael Czerny S.J.                  | 73                     | az Átfogó Emberi Fejlődés Szolgálatában Dikasztérium titkár-helyettese                 |
| Nem pápaválasztó bíborosok |                                 |                                      |                        |                                                                                        |
| 11                         | Egyesült Királyság              | Michael Louis Fitzgerald M.Afr.      | 82                     | Egyiptom nyugalmazott apostoli nunciusa                                                |
| 12                         | Litvánia                        | Sigitas Tamkevičius S.J.             | 80                     | Kaunas nyugalmazott érseke                                                             |
| 13                         | Angola                          | Eugenio Dal Corso P.S.D.P.           | 80                     | Benguela nyugalmazott püspöke                                                          |